# یوسیپ پریموژیچ
یوسیپ پریموژیچ (اسلوونیایی: Josip Primožič؛ ۷ فوریهٔ ۱۹۰۰ – ۱۸ اوت ۱۹۸۵) ژیمناست اهل یوگسلاوی بود.
از افتخارات وی میتوان به کسب مدال نقره پارالل و مدال برنز تیمی در بازی‌های المپیک تابستانی ۱۹۲۸ اشاره کرد.